# Michel-Philippe Bouvart
Pour les articles homonymes, voir Bouvart.
Michel-Philippe Bouvart est un médecin français. Né à Chartres le 11 janvier 1717, il est décédé le 19 janvier 1787 à Paris.

## Biographie
Après des études à Paris, il est reçu docteur à Reims puis pratique la médecine à Chartres avant de se fixer dans la capitale en 1736. 
Il est nommé adjoint anatomiste à l'Académie royale des sciences le 20 mars 1743, associé anatomiste le 7 juin 1750, puis associé vétéran le 7 août 1751, il est maintenu associé vétéran lors de la réorganisation du 23 avril 1785. Il devient professeur au Collège de France (1747-1756). 
Il se montre très critique envers Tronchin et persécute Bordeu. 
En 1768, Louis XV l'anoblit, mais il refuse de devenir son médecin. 
On lui doit des Mémoires, dont le plus connu étudie les naissances tardives. 
Voltaire ou encore Diderot le cite dans leurs œuvres.

## Famille
- Claude Bouvart (1572- ), médecin à Chartres, marié avec Geneviève Gabriel Lebeau,
  - Jacques Etienne Bouvart, médecin à Chartres
  - Michel-Philippe Bouvart s'est marié à Paris, Saint-Sulpice, le 22 septembre 1751 avec Marie Claude Aleaume (†1766) :
    - Antoinette Claude Bouvart (Paris, 18 novembre 1755-château de La Saussaye, 25 juin 1839), mariée en premières noces avec Pierre Jean Danjou de Beauvoir (Paris, 3 juillet 1740-Bourges, 5 novembre 1776), avocat, procureur au parlement de Paris (1765-1774), puis intendant des mausins, domaines et finances du comte d'Artois,

mariée en secondes noces avec Daniel Victor de Trimond (Nîmes, 18 février 1745-château de La Saussaye, 8 janvier 1813) conseiller au parlement d'Aix-en-Provence (1767-1771), maître des requêtes (1772-1790), intendant de la généralité de Montauban (1783-1790),
- Henriette de Trimond (1780-1782)
- Louis Pierre Victor, vicomte de Trimond (1782-1835)
- François-de-Sales Haute-Guyenne de Trimond (1785-1786)
- Marie Étiennette Pauline de Trimond (1787-1827)
- Louise Marie Geneviève Joséphine de Trimond (1790-1846)
- François-de-Sales Joseph de Trimond (1793-1840)
- Marie Jeanne Monique de Trimond (1797-1866)